# Steve Porcaro
Steven Maxwell "Steve" Porcaro, ameriški klaviaturist, studijski glasbenik in skladatelj, * 2. september 1957, Hartford, Connecticut, Združene države Amerike.
Steve Porcaro je ameriški klaviaturist, skladatelj in eden izmed ustanoviteljev rock skupine Toto. Steve je tudi edini preživeli od bratov Porcaro, po smrti Jeffa (1992) in Mika (2015).

## Kariera
Porcaro je v celoti ali delno napisal vsaj eno skladbo na vsakem izmed prvih šestih albumov skupine Toto. V nasprotju z ostalimi člani skupine, Porcaro večinoma ni prispeval solo ali spremljevalnih vokalov; imel se je za slabega pevca, in je zaradi tega pel samo na nekaterih svojih kompozicijah, ker je menil, da se njihov vokalni slog, z izjemo Josepha Williamsa, ne ujema z njegovimi skladbami. Skupino Toto je zapustil leta 1986 po izdaji albuma Fahrenheit, da bi lahko več pisal in skladal. Porcaro je napisal glasbo za skladbo »Human Nature«, sproduciral je sintetizatorje pri skladbi »The Girl is Mine«, (obe skladbi sta z Jacksonovega albuma Thriller), prav tako pa je igral z Garyjem Wrightom na njegovi turneji leta 1977, ko je promoviral album The Dream Weaver.
Porcaro je vseeno še naprej sodeloval s skupino Toto pri snemanjih in aranžiranju. Kot studijski glasbenik je sodeloval z mnogimi izvajalci, kot so Yes in Jefferson Airplane. Bil je tudi eden izmed ustanovnih članov skupine Chrisa Squira, »The Chris Squire Experiment«, ki je nastala leta 1992.
Steve Porcaro se trenutno ukvarja s komponiranjem filmske glasbe. Sodeloval je pri hčerinem prvem albumu The Heartstring Symphony, ki je izšel leta 2009. Napisal je glasbo tudi za TV oddajo »Justified«.
Leta 2010 se je ponovno pridružil skupini Toto, na turneji, posvečeni Miku Porcaru. Porcaro je prav tako sodeloval na skupininem studijskem albumu Toto XIV; je soavtor skladbe "The Little Things", pri kateri je pel solo vokal. To je njegova komaj tretja skladba pri skupini Toto, kjer je pel glavne vokale.
10. junija 2016 je Steve Porcaro izdal svoj prvi solo studijski album Someday/Somehow, ki ga je produciral Michael Sherwood. Pri snemanju albuma so sodelovali Michael McDonald, Jamie Kimmett, Michael Sherwood, Mabvuto Carpenter, Marc Bonilla, Steve Lukather, Lenny Castro, Shannon Forrest, Jeff Porcaro in Mike Porcaro.

## Instrumenti
Steve Porcaro je uporabljal številne sintetizatorje na albumih skupine Toto. Medtem, ko je David Paich prispeval klaviature, je običajno Steve glasbo obogatil s sintetizatorji. Uporabljal je različne sintetizatorje, med drugimi: Yamaha GS1, Yamaha DX1, Yamaha CS80, Roland Jupiter-8, Oberheim Xpander, Polyfusion Modular, Dynacord Add One in Sequential Circuits Prophet.
Trenutno uporablja dva sintetizatorja Yamaha Motif in  program Apple Mainstage.

## Družina
Njegova starejša brata Mike (basist) in Jeff (bobnar) ter oče Joe (tolkalist) so prav tako bili studijski glasbeniki, vsi trije brati pa so igrali v skupini Toto.

## Diskografija
Solo
- Someday/Somehow (2016)

Toto
- Toto (1978)
- Hydra (1979)
- Turn Back (1981)
- Toto IV (1982)
- Dune (1984)
- Isolation (1984)
- Fahrenheit (1986)
- The Seventh One (1988)[16]
- Kingdom of Desire (1992)[16]
- Tambu (1995)[16]
- Mindfields (1999)[16]
- Toto XX: 1977-1997 (1998)
- Through the Looking Glass (2002)[16]
- Falling in Between (2006)[16]
- 35th Anniversary - Live in Poland (2014)
- Toto XIV (2015)